# Schwalbe II (Königstein)

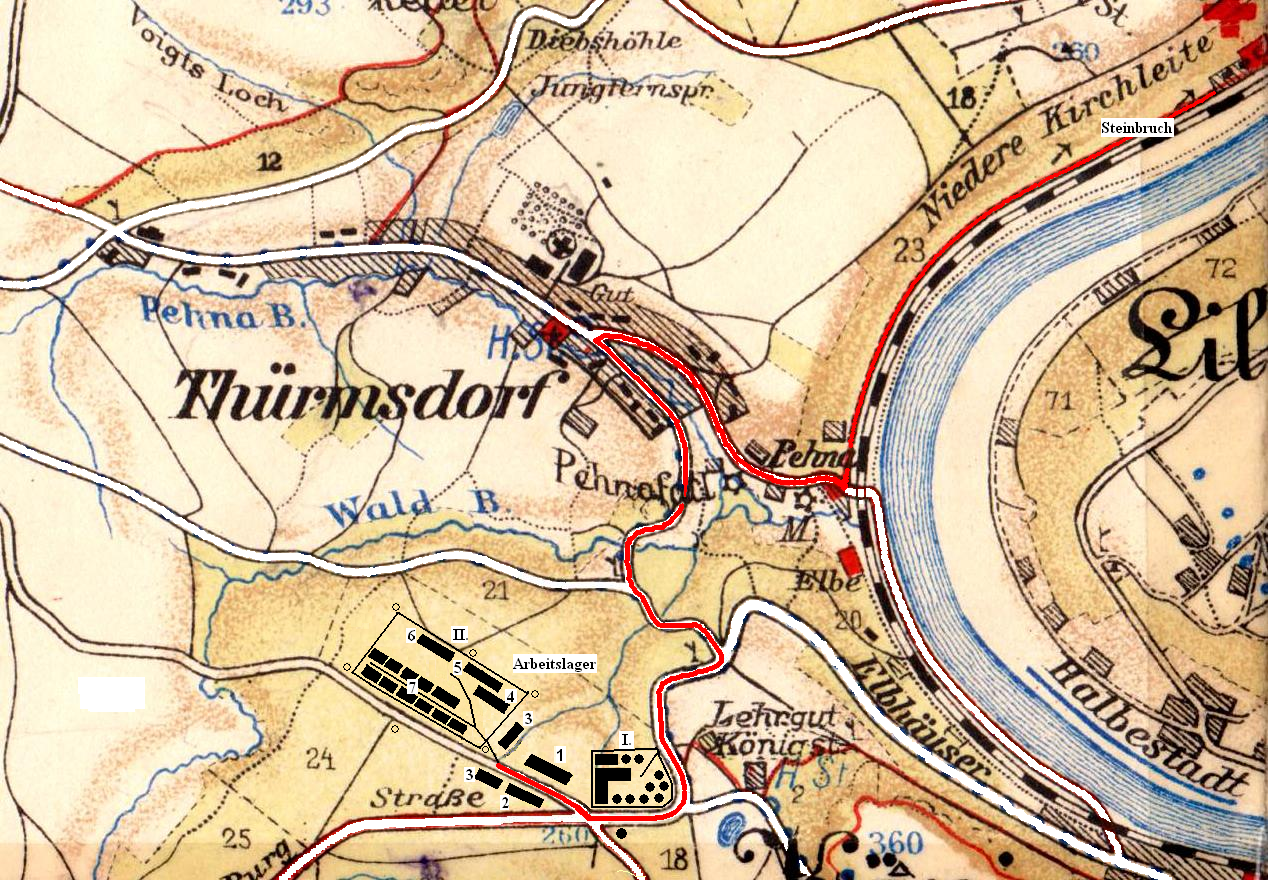
Skizze des KZ-Außenlagers Königstein nahe Thürmsdorf und täglicher Weg der Häftlinge zur Zwangsarbeit im Steinbruch Niedere Kirchleite am Objekt Schwalbe II (rot gekennzeichnet)

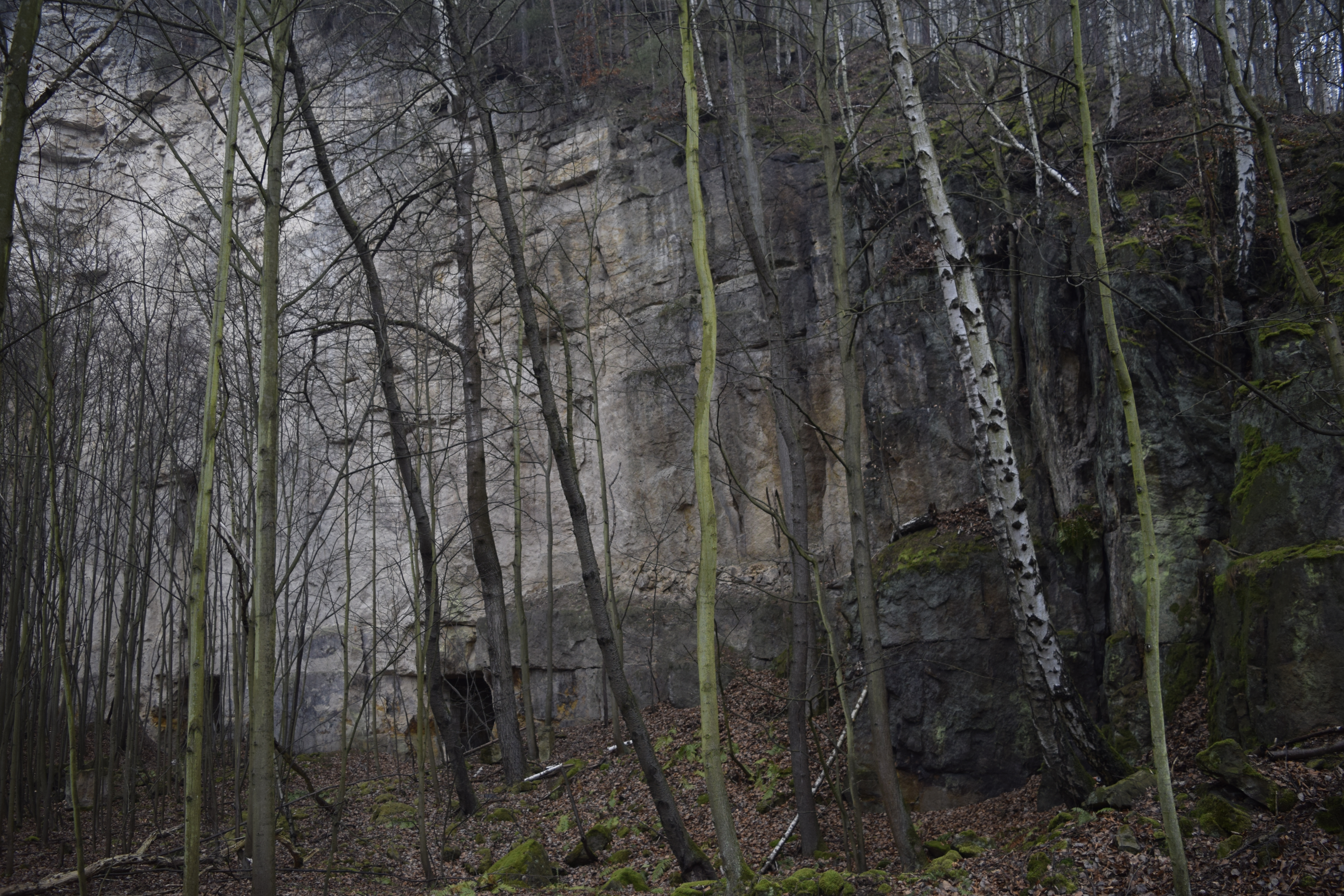
Nordostseite der Felskante (Bruchkante), darunter der Eingang eines Längsstollen

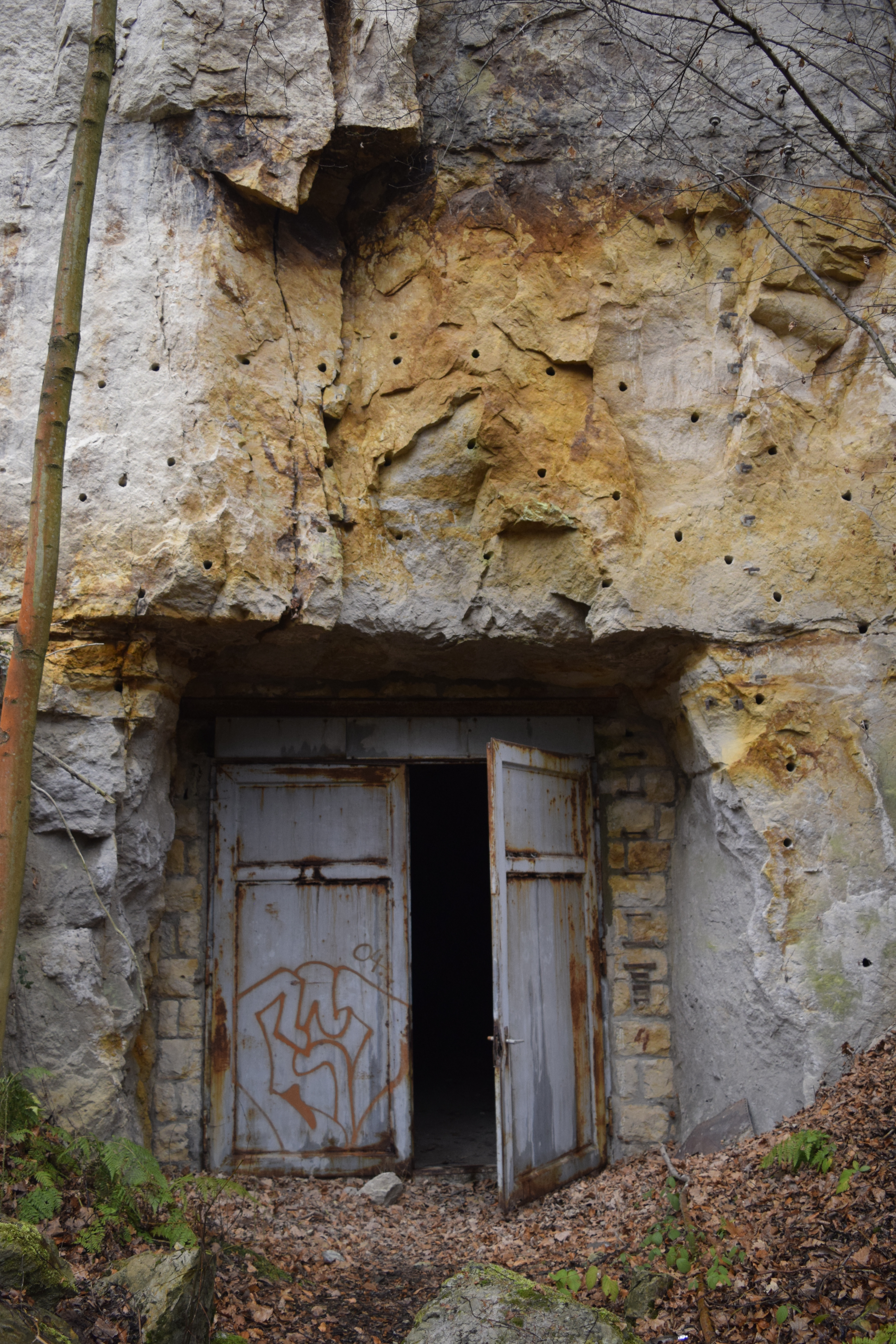
Stolleneingang mit etlichen Bohrlöchern, zur Vergrößerung.

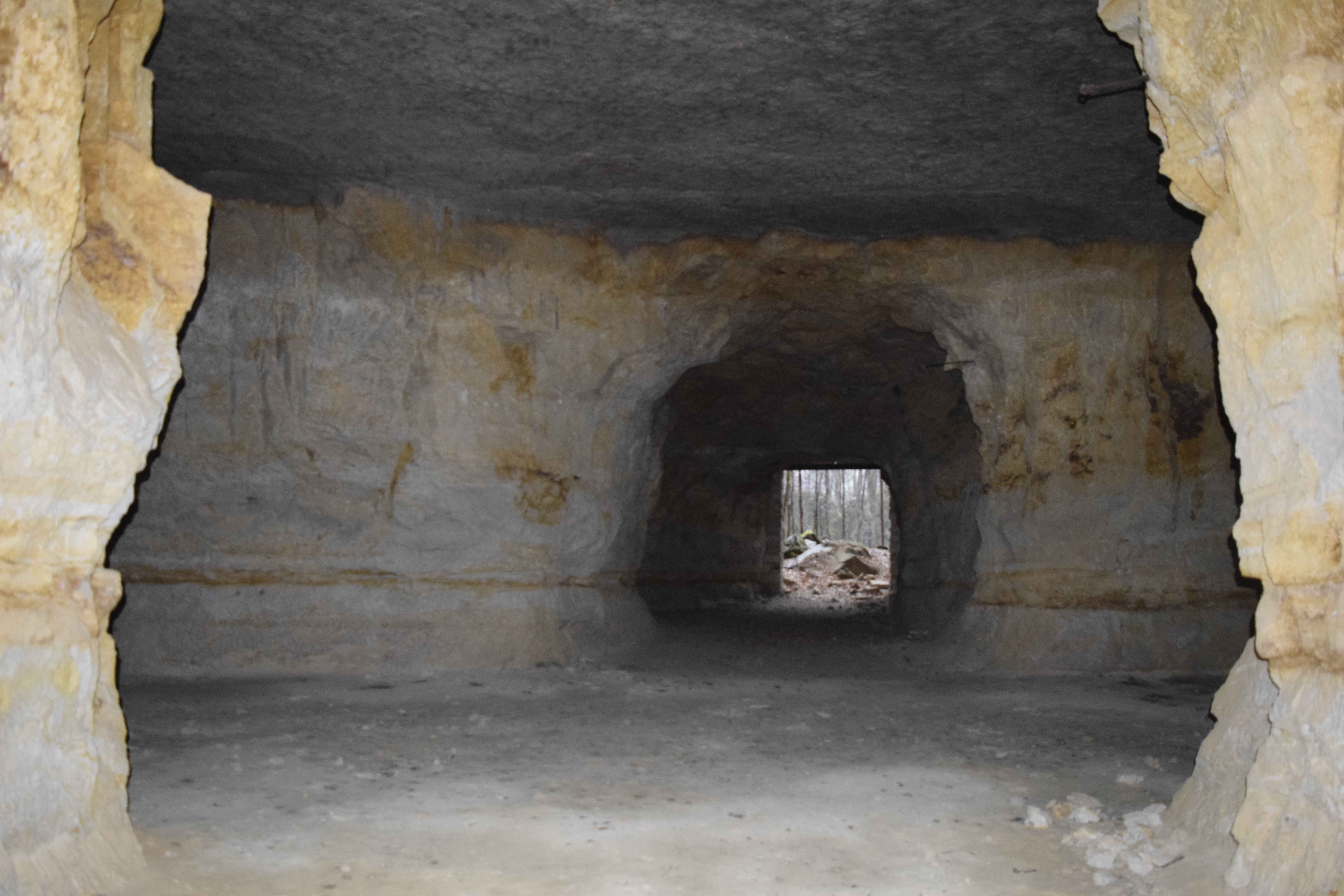
Großer Längsstollen mit zwei Querstollen

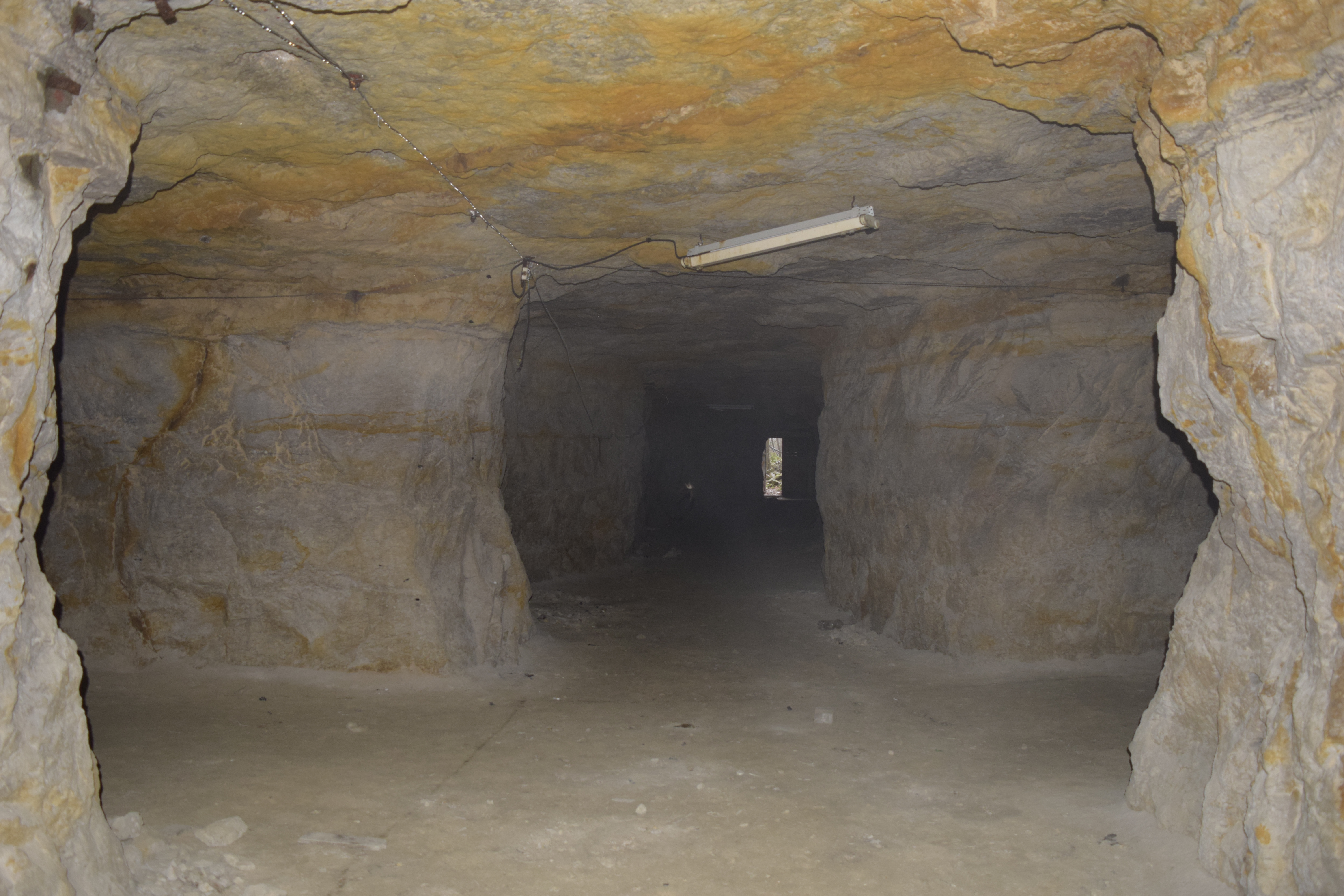
Kreuzung mehrerer Stollen mit Altelektrik (E-Beleuchtung)

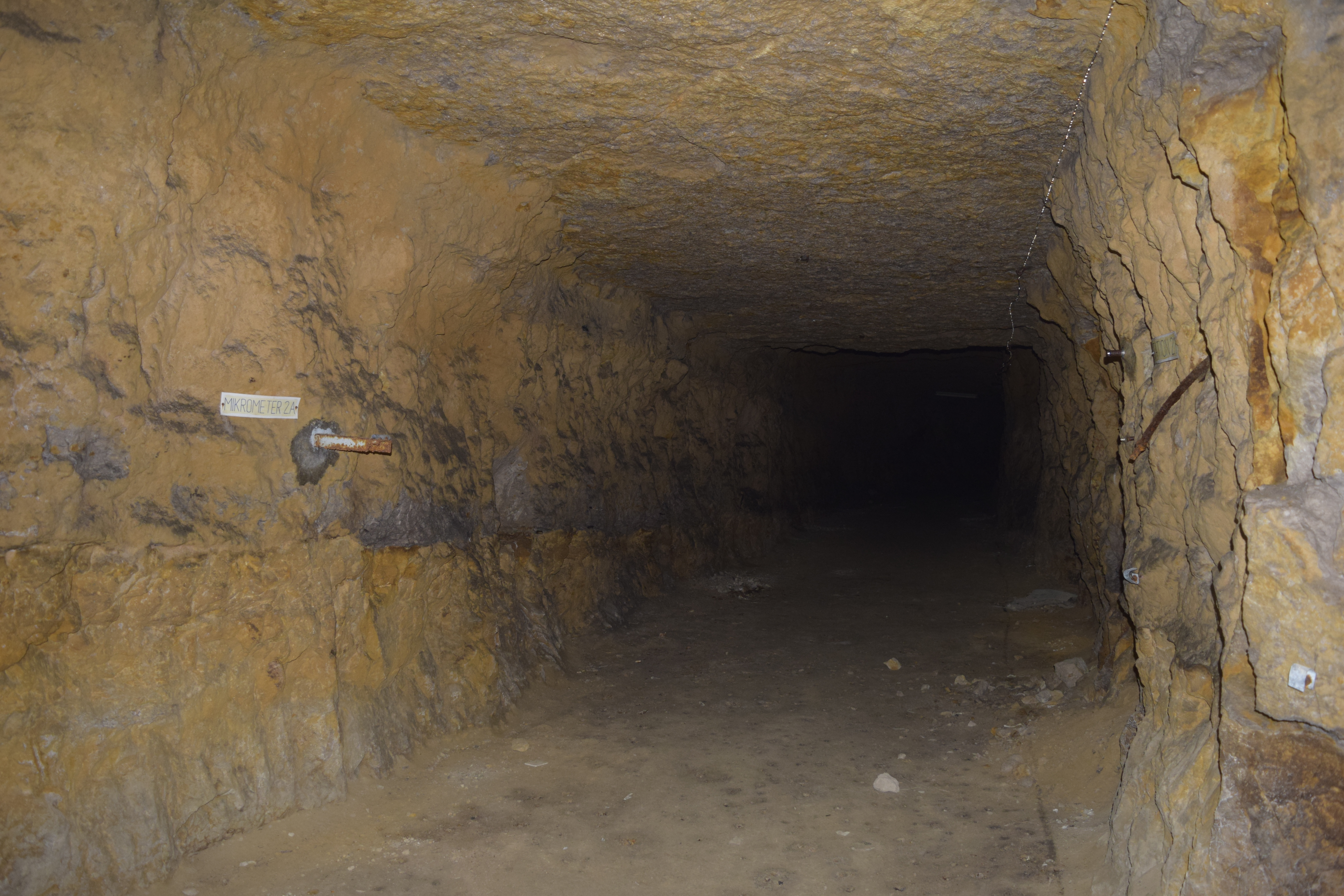
Eine der zahlreichen Mess-Stationen (Mikrometer) im tiefsten Stollen

Schwalbe II bzw. Eisenrose bzw. Orion (Baustelle des Sonderbaukommandos Organisation Todt) war eine für die Braunkohle-Benzin AG (BRABAG) vorgesehene unterirdische Anlage (U-Verlagerungsobjekt) der nationalsozialistischen Rüstungsindustrie zur Herstellung von Flugbenzin im Rahmen des Mineralölsicherungsplans im Sandsteinbruch Niedere Kirchleite bei Königstein in der Sächsischen Schweiz.
In fast fünf Monaten, von November 1944 bis März 1945, legten ca. 2000 Zwangsarbeiter aus den KZ-Außenlagern Königstein, Weißig und Sellnitz ein Stollensystem für die Anlage an. Das Wort Schwalbe war der Deckname für Hochdruckhydrierungsanlagen. Die Produktionsanlage ist nie in Betrieb gegangen.

## Geschichte

### Planung
Im Jahr 1943 gab es Anregungen für den Bau unterirdischer Anlagen zur Treibstofferzeugung im Elbsandsteingebirge und es fanden am Steinbruch Niedere Kirchleite nahe dem Struppener Ortsteil Strand erste Sicherungs- und Vermessungsarbeiten statt. Das zur Stadt Königstein gehörende Gelände lag verkehrsgünstig in unmittelbarer Nähe der Eisenbahnstrecke Bodenbach-Dresden. Gegenüber den Anwohnern deklarierte man das Vorhaben als Bau einer Nudelfabrik. Ziel war der Einbau einer unterirdischen Anlage zur Destillation von Flugbenzin. Die fertige Anlage hätte eine Fläche von ca. 80.000 m² belegt, die Inbetriebnahme war für November 1945 vorgesehen. Für einen Druck von 300 at gebaut, konnte sie nur Braunkohlenteer verarbeiten. In der ersten Baustufe, die am 1. Juli 1945 anlaufen sollte, sollten pro Monat aus 12.500 Tonnen Braunkohlenteer 9000 Tonnen Flugbenzin B4 und 1400 Tonnen Treibgas erzeugt werden. Eine zweite Baustufe sollte ab 1. Januar 1946 noch mal die gleichen Mengen erbringen. Das Ende des Zweiten Weltkrieges sicherte den Erhalt des Ortsteiles Strand. Es war vorgesehen, dass sämtliche Gebäude dieses Ortes abgerissen werden, um Platz für einen Verladebahnhof zu schaffen.

### Aufbau
Am 15. November 1944 begann ein Außenkommando des KZ Flossenbürg mit dem Vortrieb von Stollen. Bis zu 2000 männliche Häftlinge wurden dabei eingesetzt. Das herausgebrochene Gestein wurde auf zwei Feldbahngleisen in Richtung Rathen transportiert. Die Talstraße in der Ortslage Strand wurde vier bis fünf Meter aufgeschüttet. Zu Beginn des Stollenbaues wurden die ersten fünf Häuser, darunter eine Gaststätte, abgerissen, weil sie sich im Bereich der Anlage befanden. Die betroffenen Familien erhielten keine Entschädigung und wurden in die umliegenden Orte umgesiedelt. In Tag- und Nachteinsätzen wurde unter SS-Aufsicht mit Presslufthämmern und Sprengungen der Stollenbau vorangetrieben. Innerhalb kurzer Zeit wurden in den ca. 70 Meter hohen Steinbruchwänden in Höhe der früheren Halden 23 Stollen von unterschiedlicher Länge vorgetrieben sowie teilweise untereinander verbunden. Ausgebaut hat man 20 Längsstollen unterschiedlicher Länge (der längste misst über 130 Meter) mit einem Querschnitt von circa 3 × 3 Meter. Die Mundlöcher wurden zumeist ummauert, die Eingänge sind säuberlich durchnummeriert. Einige der Stollen enden nach wenigen Metern und die vorhandenen Bohrlöcher für die Sprengladungen künden vom plötzlichen Abbruch des Vorhabens. Die Querstollen sind zumeist nur ansatzweise vorhanden. Etwa 1,4 Kilometer Stollenquerschnitt wurden bis zum Bauende ausgebrochen.
Die Stollen 7, 8 und 9 sind mit einer etwa 20 × 15 Meter großen und 10 Meter hohen Halle verbunden. Im Stollen 9 ist der Anfang eines Schachtes zur Oberfläche vorhanden. Die Stollen 3 und 5 liegen etwa 20 Meter oberhalb der Bruchsohle, was auf ihre Bestimmung als Wetterstrecke schließen lässt. In der Felswand befindet sich eine überdachte Nische, die wohl als Beobachtungsposten diente. Der Bau wurde am 17. März 1945 eingestellt und die Häftlinge wurden in das KZ-Außenlager Leitmeritz (Litoměřice) verlegt, wo sie ebenfalls beim Ausbau unterirdischer Fabrikräume für das Panzermotorenwerk im Objekt Richard 1 eingesetzt wurden.

### Einsatz von Gefangenen
Beim Bau der kriegswichtigen Anlage wurden Zwangsarbeiter eingesetzt. Dabei wurde auf KZ-Häftlinge, Fremdarbeiter und Kriegsgefangene zurückgegriffen. Im Landkreis Pirna entstanden Ende 1944 die ersten KZ-Außenlager. Die Häftlinge kamen aus mehreren Konzentrationslagern; die neu errichteten Außenlager wurden dem KZ Flossenbürg in Bayern als Stammlager zugeordnet, wobei auch neue Häftlingsnummern von Flossenbürg vergeben wurden. Neben den etwa 1000 Häftlingen aus dem KZ-Außenlager Königstein wurden Fremdarbeiter aus dem Osten und circa 800 italienische Militärinternierte, die im Lager Weißig untergebracht waren, eingesetzt. Zu den Zwangsarbeitern zählten auch Fremdarbeiter aus Frankreich, die in Königstein Eselswiese (Arbeitslager Orion 1 und  Orion 2) untergebracht waren, und amerikanische Kriegsgefangene aus dem Lager Sellnitz am Fuße des Liliensteins.

### Nutzung nach Kriegsende
Von Juni bis August 1945 wurden auf Anordnung der Roten Armee alle technischen Anlagen demontiert und zum Bahnhof Rathen verbracht. Bis 1953 waren in den Stollen Gerätschaften der damaligen Volkspolizei eingelagert, danach sicherte die NVA das Gelände. Am östlichen Ende des Areals befinden sich die Stollen 2 und 4, die in der DDR für geophysikalische Messungen (Erdbewegung und Erdbeben) des Zentralinstituts für Physik der Erde in Potsdam genutzt wurden. Der Querstollen dazwischen ist insgesamt etwa 180 Meter lang. Versuche des Forstwirtschaftsbetriebes, eine Champignonzucht aufzubauen, scheiterten aus Kostengründen.

### Heutiger Zustand und Nutzung
Das Gelände ist umzäunt und darf nicht betreten werden. Am Westende wird seit Mai 1993 ein Stollen als Schießstand vom Königsteiner Schützenverein genutzt. Heute sind noch 19 Stollen vorhanden. Der Zustand aller Stollen ist durchweg gut, Einbauten sind keine vorhanden. Die Stein- und Gerölldämme sind trotz Baumbewuchs von der Straße deutlich erkennbar.

## Analoge Projekte
| Schwalbe I   | Deckname Eisenkies  | Deilinghofen | Nordrhein-Westfalen |
| Schwalbe III | Deckname Mondstein  | Bad Schandau | Sächsische Schweiz  |
| Schwalbe IV  | Deckname Selenit    | Finnentrop   | Sauerland           |
| Schwalbe V   | Deckname Molchfisch | Berga/Elster | Thüringen           |